# بهزاد اشتیاقی
بهزاد اشتیاقی (۲ آذر ۱۳۲۱ – ۲۱ خرداد ۱۴۰۳) بازیگر، نویسنده، نقاش، مدل، و کارگردان تلویزیونی ایرانی بود.

## زندگی و فعالیت هنری
بهزاد اشتیاقی در ۲ آذر ۱۳۲۱ در محله راه‌آهن تهران زاده شد.  او در دوران جوانی مدل مجله وُگ یکی از سرشناس‌ترین مجلات مد بود. وی به مدت دو سال نیز در لندن فیلم‌های تبلیغاتی ساخت. پس از آن به ایران بازگشت و به ساخت برنامه در سازمان رادیو تلویزیون ملی ایران پرداخت. وی در دهه ۱۳۵۰ خورشیدی با بازی در سریال آقای مربوطه به شهرت رسید. اشتیاقی علاوه بر بازیگری، کارگردانی و نویسندگی سریال را نیز بر عهده داشت.
او همچنین پیش از انقلاب در حال ساخت یک مجموعه تلویزیونی ۹۰ قسمتی به نام هشتمین سفر سندباد بود که بیش از ۵۰ قسمت آن نیز آماده پخش شده بود اما وقوع انقلاب ۱۳۵۷ مانع پخش این مجموعه شد.
وی پس از انقلاب ۱۳۵۷ از تلویزیون کنار گذاشته شد. او هشت فیلمنامه برای سینما و تلویزیون نوشت که هرگز موفق به ساخت آنها نشد. بنابراین به نقاشی روی آورد.

## خانواده
همسر او فرشته هوشمند بود. رضا هوشمند و فرخ‌لقا هوشمند پدر و مادر او بودند. فرشته هوشمند در دوران تحصیل از نام مستعار «فرشته مهبان» برای ثبت نام در مدرسه استفاده می‌کرد. زیرا می‌ترسید اگر مدیر مدرسه بفهمد او بازیگر است او را اخراج کند که البته هرگز چنین نشد.
دختر آنها آتنا اشتیاقی نوازندهٔ ویولنسل و کنترباس است.

## درگذشت
بهزاد اشتیاقی در ۲۱ خرداد ۱۴۰۳ در ۸۲ سالگی در شمال ایران درگذشت. اشتیاقی روز بعد در رشت محل سکونتش به خاک سپرده شد.